# La Talvera
Vous pouvez aider à l'améliorer ou bien discuter des problèmes sur sa page de discussion.
- Il ne cite pas suffisamment ses sources. Vous pouvez indiquer les passages à sourcer avec {{référence nécessaire}} ou {{Référence souhaitée}}, et inclure les références utiles en les liant aux notes de bas de page. (Marqué depuis avril 2024)
- Certaines informations devraient être mieux reliées aux sources mentionnées dans la bibliographie ou les liens externes. Améliorez sa vérifiabilité en les associant par des références. (Marqué depuis avril 2024)
- Il ne s’appuie pas, ou pas assez, sur des sources secondaires ou tertiaires. (Marqué depuis avril 2024)

- Archive Wikiwix
- Bing
- Cairn
- DuckDuckGo
- E. Universalis
- Gallica
- Google
- G. Books
- G. News
- G. Scholar
- Persée
- Qwant
- (zh) Baidu
- (ru) Yandex
- (wd) trouver des œuvres sur Wikidata

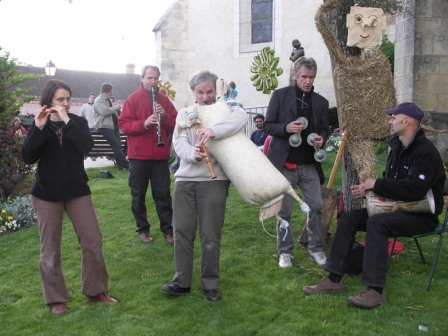
La Talvera

La Talvera est un groupe de musique occitane, originaire du village de Cordes-sur-Ciel.
Créé au début des années 1980 pour financer les recherches ethnomusicologiques sur le terrain, le groupe La Talvera joue des musiques traditionnelles puis se professionnalise et s'inspire d'autres cultures, notamment grâce à des rencontres avec Massilia Sound System et des curureiros (pt) brésiliens dans les années 1990[réf. nécessaire].

## Discographie
- Fa res o re fa  (1993)
- Cançons del silenci  (1996) (sur des poèmes de Louisa Paulin)
- Dançadas (1996)
- Turlututú (1997)
- Pampaligòssa  (1999)
- Faguem ribòta  (2000)
- Pòble Mon Pòble (2003)
- Quincarelet (2005)
- Cants e musicas del país de Lodeva (2006)
- Bramadis (2007)
- Sopac e patac (2009)
- Cançons Pebradas (2011)
- ForrÒccitània (2012)
- Cançons del Cap del Pont
- Solelh solelhaire (2014)
- Turlututú 2 (2017)

## Autres publications
- Per plan la Dançar DVD danses d'Occitanie (Albigeois, Quercy, Rouergue)

## Membres du groupe

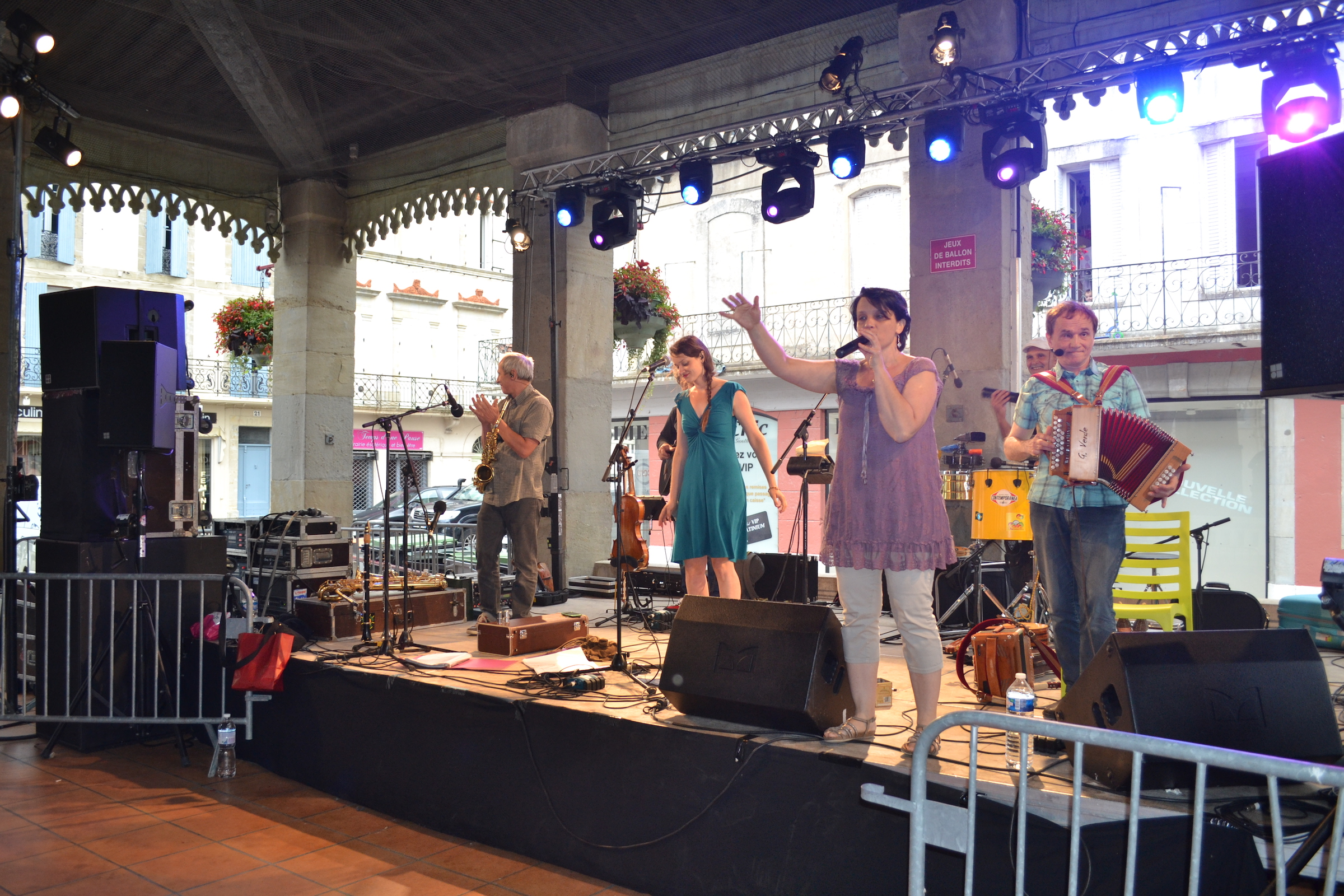
La Talvera à Castelnaudary

- La Talvera à CastelnaudaryDaniel Loddo : auteur-compositeur, chanteur, bodegaire, accordéoniste
- Céline Ricard : voix, graïle, fifre
- Fabrice Rougier aux clarinettes
- Serge Cabau ou Thierry Rougier aux percussions
- Sergio Saraniche : guitare et basse
- Aelis Loddo : voix, violon
- Jean-Pierre Vivent : Batterie, percussions
- Franck Rivet : guitare, basse, banjo